# جامعة الملك عبد العزيز
جامعة الملك عبد العزيز بدأت جامعةً خاصةً (أهلية) في جدة ثم عممها الملك فيصل بن عبد العزيز وجعلها جامعة حكومية مجانية للطلاب السعوديين وأبناء المواطنات السعوديات المتزوجات من أجانب، والمبتعثين من دول الخليج، وفي يوليو 2020 اختيرت ضمن 3 جامعات سعودية مستقلة إداريًا وأكاديميًا وماليًا وفق النظام الجديد للجامعات. تعتبر رابع أكبر جامعة في الشرق الأوسط بعد جامعة الملك سعود في السعودية، والجامعة المفتوحة الليبية، وجامعة عين شمس بمصر. ويزيد عدد طلابها عن 36 ألف طالب. في العام 2019 دخلت جامعة الملك عبد العزيز ضمن نطاق أفضل 150 جامعة في العالم، كما احتلت المرتبة الأولى عربيًا بحسب التصنيف الأكاديمي لجامعات العالم (ARWU)، وهو تصنيف يركز على معايير الأداء فيما يخص البحوث العلمية وجودة المخرجات التعليمية وحجم الدراسات والأبحاث المنشورة في مجلتي "نيتشر وساينس البريطانيتين. دخلت ضمن قائمة أفضل مئتي جامعة على مستوى العالم في تصنيف لعام 2020 / 2021، بحسب ما نشره موقع QS المتخصص، حيث احتلت المركز 143.

## أهداف الجامعة
- توفير أسباب التعليم الجامعي والدراسات العليا في مختلف الآداب والعلوم ومجالات المعرفة المتخصصة
- العناية الخاصة بالدراسات الاسلامية وأبحاثها
- إعداد المدرسين
- تقدم العلم والمعرفة عن طريق إجراء البحوث العلمية وتشجيعها
- النهوض بالنشاط الثقافي والرياضي والاجتماعي والعلمي.[5]

## أدوار الجامعة
- العناية باعداد القوى البشرية المؤهلة تأهيلاً عالياً لخدمة المجتمع في مختلف التخصصات
- قيام الجامعة بالبحث العلمي، والتشخيص العلمي لمشكلات المجتمع الاقتصادية والاجتماعية
- المشاركة في تقديم المعرفة وغرس القيم والمبادئ الاخلاقية والنهوض بالطبقات الاجتماعية.[6]

## تاريخ الجامعة

### الفكرة والتأسيس
في عام 1384هـ طرحت فكرة إنشاء جامعة أهلية بمدينة جدة وكان صاحب الفكرة محمد علي حافظ وفي نفس السنة تم تكوين لجنة تحضيرية لاجتماع الهيئة التأسيسية بعضوية أحمد شطا وأحمد صلاح الدين وعبد الله الدباغ ومحمد أبو بكر باخشب ووهيب بن زقر ومحمد علي حافظ وفي نفس السنة جاءت موافقة الملك فيصل بن عبد العزيز عندما كان وليًا للعهد أنذاك على رئاسة الهيئة التأسيسية للمشروع وانتخاب 25 عضواً للهيئة التأسيسية للمشروع. وفي عام 1385هـ تم تشكيل اللجنة التنفيذية للجامعة وفي عام 1386هـ كان إقرار أول سنة إعدادية لمختلف كليات الجامعة وفي عام 1387هـ تم إقرار بداية الدراسة في الجامعة وتأسيس كلية الاقتصاد والإدارة كأول كلية في الجامعة بالإضافة إلى افتتاح قسم الطالبات في جدة. ثم تبنت الحكومة هذه الجامعة الناشئة فكان لمَ وفرته لها أثر واضح في تحولها إلى جامعة عصرية يبلغ عدد طلابها الآن ما يقارب من 55500 طالب وطالبة وتحتل مكانة متميزة بين مؤسسات التعليم العالي في المملكة.

### تأسيس الجامعة
وكان تأسيس هذه الجامعة في عام 1387هـ / 1967م بصفتها جامعة أهلية، هدفها نشر التعليم العالي في المنطقة الغربية من المملكة العربية السعودية. وبجهود التجار وأصحاب الأموال تحول الحلم إلى حقيقة وخرجت الفكرة إلى حيز الوجود حيث حظي أعضاء اللجنة التحضيرية بمقابلة الملك فيصل بن عبد العزيز وقد أبدى كل الدعم والتأييد لفكرة المشروع، وشكلت اللجنة التأسيسية للجامعة برئاسة الملك فيصل ووزير المعارف آنذاك الشيخ حسن بن عبد الله آل الشيخ.
بدأت الجامعة عامها الدراسي الأول في عام (1388 هـ - 1968 م) بافتتاح برنامج الدراسة الإعدادية، بعدد قليل من الطلاب والطالبات (68 طلاب – 30 طالبات)، وفي العام التالي مباشرة افتتحت أول كلية في الجامعة (كلية الاقتصاد والإدارة) وفي العام الذي يليه أنشئت كلية الآداب والعلوم الإنسانية.

### التحول لجامعة حكومية
بعد أن صدر قرار مجلس الوزراء الموقر في عام (1394 هـ) بضم الجامعة إلى الدولة ، وتحولت بذلك من جامعة أهلية إلى حكومية، صدر في الوقت نفسه قرار آخر بضم كليتي التربية والشريعة والدراسات العليا، واللتين كانتا قائمتين منذ عام (1369 هـ - 1949 م) في مكة المكرمة إلى جامعة الملك عبد العزيز، ثم انفصلتا بعد ذلك لتُضما إلى جامعة أم القرى بعد إنشائها.
ولقد كان لتبني حكومة المملكة لهذه الجامعة الناشئة وما وفرته لها من دعم كبير، أثر واضح في تحولها إلى جامعة عصرية يبلغ عدد طلابها في الوقت الراهن (82152) طالب وطالبة، وتحتل مكانة متميزة بين مؤسسات التعليم العالي في المملكة.
تضم جامعة الملك عبد العزيز حرمين جامعيين منفصلين، أحدهما للطلاب والآخر للطالبات، وكل منهما مزود بكافة المرافق الدراسية والثقافية والرياضية والترفيهية، ومكتبة كبيرة مجهزة بأحدث التقنيات المكتبية لخدمة الطلاب والطالبات وأعضاء هيئة التدريس، وفي غضون خمسة عقود، وهي كل عمر الجامعة، أصبحت جامعة الملك العزيز من أبرز مؤسسات التعليم العالي على المستوى المحلي والإقليمي، حيث تقدم برامج تعليمية لإعداد الخريجين لممارسة المهن المختلفة تتماشى مع المتطلبات التعليمية المتجددة للمجتمع.
ضمت جامعة الملك عبد العزيز بعد إنشائها فروع لجامعات أخرى هي جامعة طيبة بالمدينة المنورة والتي انفصلت عنها عام (1424 هـ) وأصبحت جامعة مستقلة. وكذلك فرع جامعة تبوك وفرع جامعة جازان واللتان انفصلتا حالياً وصارتا جامعتين مستقلتين. وكذلك فرع جامعة الحدود الشمالية، كما تضم الجامعة فرعين لكليتي عرعر ورفحا.
قد شهدت الجامعة منذ إنشائها تطوراً ونمواً مضطرداً، كماً وكيفاً، حتى أصبحت من أبرز جامعات المملكة من حيث عدد الطلاب والطالبات، وتشعب وتعدد التخصصات النظرية والعلمية وتكاملها، وانفرادها ببعض الكليات والتخصصات عن بقية جامعات المملكة مثل: علوم البحار، والأرصاد، وعلوم الأرض، والهندسة النووية، والطيران والتعدين، والهندسة الطبية.
تعد جامعة الملك عبد العزيز رائدة في تعليم الفتاة السعودية تعليماً عالياً فقد تم افتتاح قسم الطالبات في نفس العام الذي افتتح فيه قسم الطلاب.
لم تقتصر الجامعة على منهج الدراسة بالانتظام بل أنشأت الدراسة عن طريق الانتساب، تيسيراً على أبناء الوطن، كما أنها لم تتوقف على الدراسة بالطرق التقليدية فقط، بل أنشأت عمادة التعليم عن بعد، لكي تواكب التطورات العلمية والتقنية والحضارية، وتسهيلاً على الراغبين من الطلاب والطالبات مواصلة مسيرتهم الدراسية في مجال التعليم العالي والسير قدماً نحو المستقبل.

### استقلالها وفق النظام الجديد للجامعات
في أكتوبر 2019 أقر مجلس الوزراء السعودي نظام الجامعات الجديد، وفي يوليو 2020 اختيرت جامعة الملك عبد العزيز كإحدى 3 جامعات ستكون الأولى بين الجامعات السعودية التي تطبق النظام في المرحلة الأولى. يمكن النظام الجديد الجامعة من الاستقلالية في بناء اللوائح الأكاديمية والمالية والإدارية، وفق السياسات العامة التي يحددها مجلس شؤون الجامعات. كما سيسمح لها بإقرار التخصصات والبرامج فيها حسب سوق العمل والفرص التنموية في المنطقة، إضافة لتوفير مصادر تمويل جديدة وتخفيض الكلفة التشغيلية المعتمدة بالكامل على ميزانية الدولة، ويمكنها من إنشاء الشركات أوالدخول فيها كشريك.

## براءات الإختراع
حققت جامعة الملك عبد العزيز، المركز الـ 33 ضمن قائمة أفضل 100 جامعة على مستوى العالم في تسجيل براءات الإختراع بالمكتب الأمريكي، وذلك عقب تسجيلها 71 براءة إختراع وبزيادة أكثر من 200% عن العام الماضي، إذ انضمت للقائمة للمرة الأولى بتسجيل 34 براءة إختراع في عام 2019 محققة المركز 82 على مستوى العالم.
وفي 30 مايو 2024 نالت جامعة الملك عبدالعزيز براءة اختراع في تطوير تقنية توصيل المناظير بالأدوات الجراحية من قبل الهيئة السعودية للملكية الفكرية.

## كليات جامعة الملك عبد العزيز
تضم الجامعة 24 كلية 15 منها في الحرم الجامعي و9 خارج الحرم الجامعي:
1. كلية الآداب والعلوم الإنسانية
2. كلية الأرصاد والبيئة
3. كلية الاقتصاد والإدارة
4. كلية علوم الانسان والتصاميم
5. كلية الصيدلة
6. كلية الطب
7. كلية طب الأسنان
8. كلية السياحة
9. كلية العلوم
10. كلية المجتمع
11. كلية الهندسة
12. كلية الهندسة برابغ
13. كلية علوم الأرض
14. كلية علوم البحار
15. كلية العلوم الطبية التطبيقية
16. كلية العلوم الصحية
17. كلية العمارة والتخطيط
18. كلية الحاسبات وتقنية المعلومات
19. كلية الحقوق
20. كلية الحاسبات وتقنية المعلومات برابغ
21. كلية الدراسات البحرية فرع أبحر
22. كلية التربية
23. كلية الأعمال برابغ
24. كلية العلوم للبنات
25. كلية الطب برابغ
26. كلية الآداب والعلوم الإنسانية فرع البنات
27. كلية الإعلام والاتصال
28. كلية علوم التأهيل الطبي
29. كلية التمريض

## المعاهد
- معهد الاقتصاد الإسلامي
- معهد البحوث والاستشارات
- معهد اللغة العربية للناطقين بغيرها
- معهد اللغة الإنجليزية

### معهد الأمير خالد الفيصل للاعتدال
مرّ المعهد قبل تأسيسه بمرحلتين المرحلة الأولى: تمثّلت في كرسي الأمير خالد الفيصل للاعتدال الذي تأسس عام 1430هـ بعد محاضرة ألقاها الأمير خالد الفيصل، وقد انطلقت من الكرسي ورش عمل وإصدارات تتعلق بالاعتدال، بالإضافة إلى ندوات عدة، ومنها ندوة بعنوان: (منهج الاعتدال السعودي: الأسس والمنطلقات)، ونظرًا لأهمية دور الكرسي وجهوده فقد تم تحويله إلى مركز في عام 1437هـ (المرحلة الثانية)، واستمر في التطور حتى تم تحويله إلى معهد في عام 1440هـ ومن أهم إنجازات المعهد إطلاق أول برنامج ماجستير في الاعتدال، كما أن المعهد يهتم بتحقيق مجموعة من الأهداف منها: نشر ثقافة الفكر المعتدل، وإطلاق مجموعة من البرامج تعزز الوسطية، وتقديم برامج لمكافحة التطرف، إوجراء بحوث علمية في مجال الاعتدال، إلى جانب إبراز شخصية المملكة العربية السعودية المعتدلة والتي تقف ضد التطرف.

## المراكز التابعة للجامعة
تضم جامعة الملك عبد العزيز العديد من المراكز البحثية والعلمية التي تدعم نشاط الجامعة:
- مركز التميز البحثي في علوم الجينوم الطبي.
- مركز البحوث والتنمية.
- مركز أبحاث المياه.
- مركز دراسات الطفولة (تطبيقي – بحثي - تدريبي).
- مركز الملك فهد للبحوث الطبية.
- مركز التميز البحثي في الدراسات البيئية.
- مركز التقنيات متناهية الصغر.
- مركز الابداع وريادة الأعمال.
- مركز الوثائق والمحفوظات.
- مركز الأميرة الجوهرة البراهيم للتميز البحثي في الأمراض الوراثية.
- مركز النشر العلمي.
- مركز تطوير التعليم الجامعي.
- مركز التميز البحثي في الإصابات والحوادث.
- مركز التميز لأبحاث هشاشة العظام.
- مركز التدريب والوقاية من الإشعاع.
- مركز سمو الأميرة الدكتورة نجلاء بنت سعود آل سعود للتميز البحثي في التقنية الحيوية.
- مركز الابتكار في الطب الشخصي.
- مركز التواصل والمعلومات.
- مركز صنع بيدي.
- مركز الدراسات الاستراتيجية.
- مركز ابحاث المخاطر الجيولوجية.
- مركز الشيخ عبد الله بخش للتميز في الرعاية الصحية لأمراض القلب للأطفال.
- مركز الشيخ عبد الله بخش للتميز في الرعاية الصحية لكلى الأطفال.
- مركز التميز لأبحاث التغير المناخي. (حقق المرتبة الخامسة عالميًا في مؤشر الجامعات الملتزمة بالعمل المناخي، بحسب تصنيف مؤسسة التايمز لتأثير الجامعات العالمية لعام 2022م).[18]
- مركز الشيخ محمد حسين العمودي للتميز في رعاية سرطان الثدي.
- مركز التميز البحثي في الانظمة الهندسية الذكية.
- مركز التميز البحثي في المواد المتقدمة.
- مركز طب وبحوث النوم.
- مركز التميز البحثي في تقنية تحلية المياه.
- مركز البحوث الاجتماعية والإنسانية.
- مركز المهارات والمحاكاة السريرية.
- مركز تآلف للاستشارات الأسرية.
- مركز الطوارئ والكوارث.
- مركز المبدعون للدراسات والابحاث.
- مركز الحوسبة عالية الأداء.
- مركز اعداد قيادات المستقبل.[19]

## المجاميع البحثية المعتمدة بالجامعة
تضم جامعة الملك عبد العزيز العديد من المجاميع البحثية والعلمية التي تدعم نشاط الجامعة:
- مجموعة الاقتصاد والسوق
- مجموعة البحثية السعودية لدراسة داء السكري.
- مجموعة لدراسة تشوهات الفم والأسنان والشفة الأرنبية.
- مجموعة هندسة البرمجيات والنظم الموزعة.
- مجموعة التحليل غير الخطي والرياضيات التطبيقية.
- مجموعة الطاقة المتجددة.
- مجموعة استخدام تقنية الطب التجديدي وهندسة الانسجة في علاج الامراض المختلفة.
- مجموعة أمراض القناة الهضمية الالتهابية.
- مجموعة الملوثات وتأثيرها على نمو الأجنة والمواليد.
- مجموعة التقنية الحيوية.
- مجموعة مواد الاسنان الحيوية، الميكانيكة الحيوية والالتصاق للمرممات السنية.
- مجموعة الادراة الهندسية وتطوير الجودة.
- مجموعة تكامل الاجراءات في العمليات الصناعية.
- مجموعة امن المعلومات.
- مجموعة المخاليط المركبة، تحضير وتطبيق.
- مجموعة لدراسة الامراض المعدية.
- مجموعة لدراسة التغذية السريرية.
- مجموعة كيمياء السطوح ودراسات الحفز.
- مجموعة انظمة الاتصالات والشركات.
- مجموعة بيولوجيا النبات.
- مجموعة تطبيقات اشعة الليزر.
- مجموعة الكيمياء الحاسوبية.
- مجموعة هندسة التشخيص والعلاج.
- مجموعة نمذجة ومحاكاة الانظمة المعقدة.
- مجموعة المنتجات الطبيعية النشطة حيويا.
- مجموعة النباتات الطبية.
- مجموعة إنتاج المنتجات الحيوية للتطبيقات الصناعية.
- مجموعة الزراعة العضوية الحيوية.
- مجموعة اللغويات التطبيقية في اللغات الأوروبية.
- مجموعة التكنولوجيا الحديثة في طب الاسنان.
- مجموعة الليثوغرافي في تصنيع وتطوير الاجهزة.
- مجموعة الهائمات.
- مجموعة معالجة الاشارات الفسيولوجية واشارات المقاييس الحيوية.
- مجموعة صيانه المصادر المائية الحيوية.
- مجموعة موارد المائية.
- مجموعة اكاسيد المعادن.
- مجموعة نظرية المؤثرات وتطبيقاتها.
- مجموعة التركيبات النانية للكربون.
- مجموعة التغيرات الورائية والدوائية العلاجية لفيتامين د.
- مجموعة إنشاء خرائط ومراقبة السواحل البحرية.
- مجموعة الكيمياء الخضراء المستدامة.
- مجموعة الخلايا الجذعية الجينية والسرطانية.
- مجموعة امراض الفم التشخيصية والوراثية.
- مجموعة دراسة الاضطرابات النفسية في الأطفال والبالغين.
- مجموعة فيزياء الشمس.
- مجموعة الإحصاء الاستدلالي وتطبيقاته.
- مجموعة السحابية والبيانات الضخمة.

## مرافق الجامعة
- منظومة الأعمال والمعرفة.
- مركز الخدمات الطبية الجامعي.
- مستشفى الأسنان الجامعي.
- المستشفى الجامعي.
- الجمعيات:

1. الجمعية السعودية للهندسة المدنية.
2. الجـمعـية السـعـودية للعـلوم البيئية.[21]
3. الجمعية السعودية لعلوم الأرصاد الجوية.[22]
4. الجمعية العلمية السعودية للتمريض.[23]
5. الجمعية السعودية للتعدين.
6. الجمعية التعاونية لمنسوبي الجامعة.
7. الجمعية السعودية لعلوم الطيران والفضاء.
8. الجمعية السعودية للهندسة الصناعية وهندسة النظم.
9. الجمعية العلمية السعودية للهندسة الطبية الحيوية.
10. الجمعية السعودية لجراحة المسالك البولية.
11. الجمعية السعودية لتقنية المعلومات.
12. الجمعية السعودية للطب النووي.
13. الجمعية السعودية لأمراض السكري.
14. الجمعية السعودية للتقنيات المتناهية الصغر.
15. الجمعية السعودية للمجاهر.
16. الجمعية الكيميائية السعودية.
17. الجمعية السعودية للأشعة.
18. الجمعية السعودية لجراحة الأوعية الدموية.
19. الجمعية السعودية للجراحة العامة.
20. الجمعية السعودية لأمراض الدم.
21. الجمعية السعودية لجراحة التجميل.
22. الجمعية السعودية لجراحة الأطفال.
23. الجمعية السعودية لطب الألم.
24. الجمعية السعودية للنساء والولادة.
25. الجمعية السعودية للأحياء الجزئية والتقنية الحيوية.
26. الجمعية السعودية للطب الباطني.
27. الجمعية السعودية لعلوم البحار.
28. الجمعية السعودية للتعليم عن بُعد.

- النوادي الرياضية.
- مركز الملك فيصل للمؤتمرات.
- مدارس الجامعة.
- الخيمة الرياضية.
- الملاعب الرياضية.
- الوقف العلمي بجامعة الملك عبد العزيز.[19]

## المنح الدراسية في جامعة الملك عبد العزيز[24]
كل المنح الدراسية المقدمة للطلاب في المملكة العربية السعودية فريدة من نوعها، وذلك بسبب سخاء المملكة وحرصها على تقديم الدعم الكامل للطلاب الدوليين والمحليين بالحصول على فرصة التعليم المجاني. وتقدم الجامعة سنوياً لكل الطلاب ضمن إطار المنح الدراسية الخارجية والداخية ميزات عديدة تشمل:
1. المشاركة في الانشطة الرياضية والرحلات الجامعية والثقافة الاجتماعية.
2. تأمين وجبات غذائية إما مجانية أو بتكاليف أقل.
3. توفير السكن والرعاية العلمية
4. تأمين الرعاية الاجتماعية والثقافية والتدريبية المناسبة للطلاب.
5. تأمين تذاكر السفر للطالب فقط ذهاباً وإياباً وفي نهاية كل عام دراسي وفق الضوابط المحددة من قبل جامعة الملك عبد العزيز.
6. الحصول على راتب شهري يكفي للمعيشة في السعودية.
7. صرف مكافأة شهرين بدل تجهيز قبل السفر إلى السعودية.
8. صرف مكافأة امتياز للطلاب المتميزين الحاصلين أو الذين سيحصلون على شهادة الثانوية العامة.
9. صرف مكافأة ثلاثة أشهر بدل التخرج بعد التخرج مباشرة من جامعة الملك عبد العزيز.
10. الاستفادة من مرافق الجامعة الرياضية.
11. التأمين الطبي الكامل.

## مديرو الجامعة السابقون
- أ.د أحمد بن محمد علي 1/1/1387 هـ ـ 1/8/1392 هـ
- أ.د محمد بن عبده يماني 28/7/1393 هـ ـ 2/9/1395 هـ
- أ.د محمد بن عمر زبير 18/6/1396 هـ ـ 8/12/1399 هـ
- أ.د عبد الله بن عمر نصيف 2/4/1400 هـ ـ 27/11/1403 هـ
- أ.د رضا بن محمد سعيد عبيد 15/3/1404 هـ ـ 4/3/1414 هـ
- أ.د أسامة بن عبد المجيد شبكشي 22/6/1414 هـ ـ 5/3/1416 هـ
- أ.د غازي بن عبيد مدني 6/3/1416 هـ ـ 6/3/1424 هـ
- أ.د أسامه بن صادق طيب من عام 1424هـ - 1437هـ
- أ.د عبدالرحمن بن عبيد بن بنيه اليوبي من 1437هـ حتى 1444هـ
- أ.د هناء بنت عبد الله بن علي النعيم مكلفة من 1444هـ - 1445هـ[25]
- د. طريف بن يوسف الأعمى من 1445هـ - حتى الآن.[26]

## مشاركات
- من الجامعات المشاركة في البطولة الخليجية للجامعات المعروفة باسم الدورة الرياضية الثامنة لجامعات ومؤسسات التعليم العالي في دول مجلس التعاون لدول الخليج العربية نوفمبر 2017 [27]

## الذكاء الاصطناعي في الطب الشخصي
في 2022م تم إطلاق برنامج التبادل الطلابي بعنوان" الذكاء الاصطناعي في الطب الشخصي"، وذلك بالتعاون مع جامعة أكسفورد للذكاء الاصطناعي في العلاجات الدقيقة، بهدف الاطلاع على أحدث التقنيات ذات العلاقة بالذكاء الاصطناعي واستخداماته في الطب الشخصي، بمقر جامعة أكسفورد بالمملكة المتحدة.